# 22 minutes chrono
 (juillet 2018).
Si vous disposez d'ouvrages ou d'articles de référence ou si vous connaissez des sites web de qualité traitant du thème abordé ici, merci de compléter l'article en donnant les références utiles à sa vérifiabilité et en les liant à la section « Notes et références ».
22 minutes chrono était une émission de télévision diffusée sur Canal+ le samedi après-midi (en clair) en 2002-2003.
Monsieur Pringle était le personnage principal de la série. Il était interprété par Jonathan Lambert et les aventures burlesques de M. Pringle étaient prétexte à des mini-séries avec notamment Kad et Olivier : le Kamoulox, sergent Pepper, Renkontres, Mensonge et Trahison (parodie des Feux de l'amour) mais aussi Kelif et Deutsch, Faut-il ? avec Maurice Barthélémy des Robins des Bois, et Hep Taxi avec Patrick Bosso. 
L'émission était construite en deux parties de trois apparitions de M. Pringle. L'intrigue se construit toujours sur le même modèle : un problème pour laquelle M. Pringle trouve une nouvelle idée, puis doit se procurer un objet pour la réaliser, et enfin rentre chez lui démoralisé par son échec. Il finit cependant par « mettre au point un subterfuge » totalement idiot : « c'est gagné ! »
Monsieur Pringle était un loser, radin et maladroit, qui utilisait des idées absurdes pour aller au bout de ses désirs. La série représente toujours pour son public un certain esprit Canal, par son humour caustique et imprévisible, le jeu d'acteur excessif et délirant de Jonathan Lambert et par ses guest-stars : Daphné Roulier, Elie Semoun, Jean-Pierre Coffe, Thierry Ardisson, Dick Rivers, Alain Prost et d'autres qui font une apparition dans l'émission.

## Structure d'un épisode
- Première apparition : Monsieur Pringle suit son quotidien normalement, jusqu'à ce qu'un évènement plus ou moins saugrenu apparaît. C'est le début du problème. Le narrateur finit toujours cette partie en introduisant Kad et Olivier.
- Seconde apparition : Monsieur Pringle cherche des idées plus ou moins « théoriques » pour résoudre le problème. Le narrateur finit par introduire Kelif et Deutsch.
- Troisième apparition : Monsieur Pringle a trouvé l'idée, mais à besoin d'un objet pour la réaliser. Le narrateur introduit toujours cette phrase dans cette partie : « Seulement voilà, comme il faut acheter l'objet et que vous êtes un peu radin, vous avez mis au point un subterfuge ! » Monsieur Pringle décide alors de se procurer l'objet d'une manière farfelue au lieu de tout simplement l'acheter. Le narrateur finit la première partie par : « À vous l'objet gratuit ! C'est gagné ! Grâce à monsieur Pringle, vous êtes un winner ! »

- Début de la seconde partie et première apparition : Monsieur Pringle est obsédé par son idée « qu'il en avait fait un drôle de rêve la nuit dernière ». Monsieur Pringle rêve qu'il est devenu un professionnel dans ce qu'il souhaitait réaliser (comme peintre en carrosserie dans Monsieur Pringle veut repeindre sa voiture. C'est dans cette partie que l'invité vedette fait son apparition. Ce dernier lance un défi à Monsieur Pringle. Monsieur Pringle échoue systématiquement à ce défi, ce qui a pour effet de changer son rêve en cauchemar. Le narrateur introduit les Faut-il ? de Maurice Barthélémy par : « Du coup, vous vous êtes réveillé en sursaut et vous vous êtes posé de sérieuses questions, comme par exemple : Faut-il… »
- Seconde apparition : Monsieur Pringle ne sait toujours pas comment s'y prendre face au problème, il décide pour cela de s'entraîner, mais les résultats ne sont pas toujours satisfaisants. Le narrateur enchaîne avec Hep Taxi de Patrick Bosso.
- Troisième apparition : Monsieur Pringle décide de trouver une autre solution face auproblème, il échouera une fois de plus. Le narrateur introduit un second épisode de Kelif et Deutsch.
- Conclusion : Monsieur Pringle rentre chez lui démoralisé par ses multiples échecs. Le narrateur débute toujours par : « Et voilà, retour à la case départ ! » Toutefois, Monsieur Pringle trouvera une solution ultime et particulièrement ridicule pour enfin résoudre le problème à sa façon. L'émission se termine par un autre « C'est gagné ! Grâce à monsieur Pringle, vous êtes un winner ! »

## Épisodes
- Monsieur Pringle veut devenir policier
- Monsieur Pringle veut repeindre sa voiture
- Monsieur Pringle veut fêter la Saint Valentin
- Monsieur Pringle veut apprendre à tricoter
- Monsieur Pringle se bat contre le froid
- Monsieur Pringle se lance dans le Rock'n Roll
- Monsieur Pringle veut devenir footballeur
- Monsieur Pringle veut devenir boulanger
- Monsieur Pringle veut devenir pompier
- Monsieur Pringle veut devenir docteur
- Monsieur Pringle veut faire du jardinage
- Monsieur Pringle veut devenir riche
- Monsieur Pringle veut avoir les dents blanches
- Monsieur Pringle veut gagner la palme d'or
- Monsieur Pringle veut apprendre les claquettes
- Monsieur Pringle fait le bilan
- Monsieur Pringle veut reussir ses photos